# Gli spari sopra (singolo)
Gli spari sopra è un singolo del cantautore italiano Vasco Rossi, pubblicato il 14 dicembre 1992, pubblicato poi anche come raccolta di video in VHS e DVD contenente quattro canzoni.
Questo singolo vendette 200 000 copie in tre giorni ed arriva in prima posizione per sei settimane.
Venne ritirato dal commercio nel breve, a ridosso dell'uscita dell'omonimo album Gli spari sopra.

## Descrizione
Gli spari sopra è stata scritta da Vasco per il testo, mentre la musica, riarrangiata, è stata presa da un brano di tre anni prima del gruppo irlandese An Emotional Fish, Celebrate. Nel brano originale il ritornello recita "This party's over", che è stato trasformato in "Gli spari sopra", vocalmente simile. Il video del brano, girato nello stesso penitenziario dove fu girato Fuga da Alcatraz, venne diretto da Stefano Salvati e fu proiettato in contemporanea in 180 sale cinematografiche.
L'uomo che hai di fronte e Delusa si presentano con una versione differente rispetto a quella dell'album: si tratta di veri e propri arrangiamenti differenti rispetto ai pezzi pubblicati successivamente.
Se è vero o no è un singolo che non è comparso nell'album Gli spari sopra, ma è stato inserito nella raccolta Tracks del 2002.
Il CD "U.s.u.r.a. Remix" compare come CD solo nel cofanetto a tiratura limitata e numerata del singolo, il quale comprende il singolo, il CD contenente il remix a opera di U.s.u.r.a., l'album Gli spari sopra, oltre a 12 foto calendario cartonate e il libretto testi.

## Tracce
DVD
1. Gli spari sopra (Celebrate) (G. Whelan - E. Wryatt - D. Frew - M. Murphy - V. Rossi) - 3:32
2. Delusa (Rock Party Mix) 4:38
3. Se è vero o no - 4:09
4. L'uomo che hai di fronte (B Mix) - 6:19

## Formazione
- Vasco Rossi - voce
- Claudio Golinelli - basso
- Gregg Bissonette - batteria
- Steve Farris - chitarra
- Nando Bonini - cori
- Silvio Pozzoli - cori
- Clara Moroni - cori

## Classifiche
| Classifica (1993) | Posizione massima |
| ----------------- | ----------------- |
| Europa            | 56                |
| Italia            | 1                 |

### Classifiche di fine anno
| Classifica (1993) | Posizione |
| ----------------- | --------- |
| Italia            | 1         |